# Barnsley F.C.
Barnsley F.C. er en engelsk fodboldklub fra Barnsley i Yorkshire, der spiller i League One. 

## Historie
Klubben har kun en gang spillet i Premier League, og det var i 1997/1998-sæsonen, hvor den sammen med de to andre oprykkere det år, Crystal Palace og Bolton Wanderers, måtte forlade ligaen efter blot en sæson. Siden har klubben været en tur nede i Football League One, men vendte i 2006 tilbage til The Championship efter en play-off-sejr over Swansea City.
I sæson 2007/08 slog de blandt andet Liverpool F.C. og Chelsea ud af FA Cuppen og nåede semifinalen, hvor det blev et knebent 0-1 nederlag til Cardiff City F.C..
Klubben blev grundlagt i 1887 under navnet Barnsley St. Peter's, men skiftede ti år senere til det nuværende navn. I 1912 vandt klubben FA Cup, hvilket er klubbens eneste trofæ til dato.

## Nuværende spillertrup
Oversigten er opdateret til og med 20. marts 2022| Nr. | Land    | Position | Spiller                      |
| --- | ------- | -------- | ---------------------------- |
| 1   | England | MM       | Jack Walton                  |
| 2   | England | FO       | Jordan Williams              |
| 4   | Ungarn  | MI       | Callum Styles                |
| 5   | England | FO       | Liam Kitching                |
| 6   | Danmark | FO       | Mads Juel Andersen (Anfører) |
| 7   | England | FO       | Callum Brittain              |
| 9   | England | AN       | Cauley Woodrow               |
| 10  | England | MI       | Josh Benson                  |
| 11  | Belgien | AN       | Aaron Leya Iseka             |
| 13  | Nigeria | MM       | Daniel Jinadu                |
| 14  | England | AN       | Carlton Morris               |
| 15  | England | FO       | Jasper Moon                  |

| Nr. | Land     | Position | Spiller                                  |
| --- | -------- | -------- | ---------------------------------------- |
| 17  | Frankrig | MI       | Claudio Gomes (Lånt fra Manchester City) |
| 21  | England  | MI       | Romal Palmer                             |
| 22  | Kenya    | MI       | Clarke Oduor                             |
| 23  | Irland   | MI       | William Hondermarck                      |
| 24  | Finland  | FO       | Aapo Halme                               |
| 26  | Frankrig | FO       | Rémy Vita (Lånt fra Bayern München)      |
| 27  | Marokko  | MI       | Amine Bassi (Lånt fra FC Metz)           |
| 28  | Portugal | MI       | Domingos Quina (Lånt fra Watford)        |
| 29  | Nigeria  | AN       | Victor Adeboyejo                         |
| 30  | Polen    | FO       | Michał Helik                             |
| 40  | England  | MM       | Brad Collins                             |
| 44  | England  | AN       | Devante Cole                             |

### Udlånt
| Nr. | Land    | Position | Spiller                                 |
| --- | ------- | -------- | --------------------------------------- |
| 8   | England | MI       | Herbie Kane (Udlånt til Oxford United)  |
| 16  | England | MI       | Luke Thomas (Udlånt til Bristol Rovers) |
| 19  | Østrig  | AN       | Patrick Schmid (Udlånt til Esbjerg)     |
| 25  | England | AN       | George Miller (Udlånt til Walsall)      |

| Nr. | Land     | Position | Spiller                                   |
| --- | -------- | -------- | ----------------------------------------- |
| 41  | England  | MI       | Joe Ackroyd (Udlånt til MFK Vyškov)       |
| 58  | Belgien  | AN       | Obbi Oularé (Udlånt til R.W.D. Molenbeek) |
| 60  | Skotland | AN       | Jack Aitchison (Udlånt til Forest Green)  |
| —   | Litauen  | AN       | Tomas Kalinauskas (Udlånt til Wimbledon)  |

## Kendte og danske spillere

### Danske spillere
- Peter Sand (2001-2002)
- Mads Juel Andersen (2019-2023)

### Tidligere markante spillere
- Mick McCarthy ( Irland) (1977-1983)